# Landschaftsschutzgebiet Hilbringhusen/Wolfsbruch
Das Landschaftsschutzgebiet Hilbringhusen/Wolfsbruch mit 4,3 ha Größe liegt nördlich von Gudenhagen-Petersborn am Dorfrand im Stadtgebiet von Brilon. Das Gebiet wurde 2008 mit dem Landschaftsplan Briloner Hochfläche durch den Hochsauerlandkreis als Landschaftsschutzgebiet (LSG) ausgewiesen. Das LSG besteht aus zwei getrennten Teilflächen Hilbringhusen und Wolfsbruch, welche durch Teile des Landschaftsschutzgebiets Briloner Kalkplateau und Randhöhen getrennt werden.

## Beschreibung
Der Nordteil Hilbringhusen besteht aus einer Grünlandparzelle in einer teilweise feuchten Geländemulde. Hier stehen einige ältere Eschen und am Rande liegt eine alte, erkennbar künstliche Dammschüttung. Hier liegt die Wüstung Hilbringhusen. Der westliche Teil dieser Parzelle wird als Schafweide genutzt.
Im Südostteil liegen im Bereich Wolfsbruch feuchte Wiesen und ein Quellgebiet. Im Quellbereich befinden sich mehrere seltene Vegetationseinheiten. Unterhalb des Quellgebietes schließt sich unter einer Leitungstrasse stark vernässtes Grünland an. Im Grünland gibt es Bereiche mit Torfmoos-Untergrund, auch Seggenriede, Erlenaufwuchs und einen naturnahen Teich.

## Schutzzweck
Die Ausweisung erfolgte zur Erhaltung, Ergänzung und Optimierung eines Grünlandbiotop-Verbundsystems, insbesondere mit den Naturschutzgebiets-Ausweisungen im Grünland. Dadurch sollen Tiere und Pflanzen Wanderungs- und Ausbreitungsmöglichkeiten behalten. Wie die anderen Landschaftsschutzgebiete vom Typ C dient auch diese Ausweisung als Pufferzone für angrenzende Naturschutzgebiete.

## Rechtliche Rahmen
Das Landschaftsschutzgebiet Hilbringhusen/Wolfsbruch wurde als Landschaftsschutzgebiet vom Typ C, Wiesentäler und bedeutsames Extensivgrünland, ausgewiesen. In den Landschaftsschutzgebieten vom Typ C des Landschaftsplangebietes sind Erstaufforstungen und auch die Neuanlage von Weihnachtsbaumkulturen, Schmuckreisig- und Baumschulkulturen verboten. Ferner besteht ein Umwandlungsverbot von Grünland und Grünlandbrachen in Acker oder andere Nutzungsformen. Eine maximal zweijährige Ackernutzung innerhalb von zwölf Jahren ist erlaubt, falls damit die Erneuerung der Grasnarbe vorbereitet wird. Dies gilt als erweiterter Pflegeumbruch. Dabei muss ein Mindestabstand von 5 m vom Mittelwasserbett eingehalten werden. Für den Anbau von nachwachsenden Rohstoffen ist eine Befreiung vom Verbot des Grünlandumbruchs im Rahmen einer Einzelfallprüfung möglich.